# داوود موسى
داوود موسى مواليد 2 فبراير 1982 في الدوحة، هو لاعب كرة سلة قطري. يلعب مع نادي قطر في الدوري القطري لكرة السلة. يبلغ طوله 6 قدم 4 بوصة (1.9 م). حقق المركز الثاني في دورة الألعاب الآسيوية 2006.

## الميداليات
| الميدالية | المسابقة                   |
| --------- | -------------------------- |
| فضية      | دورة الألعاب الآسيوية 2006 |

## روابط خارجية
- داوود موسى على موقع الاتحاد الدولي لكرة السلة (الإنجليزية)
- داوود موسى على موقع الاتحاد الدولي لكرة السلة (الإنجليزية)
- داوود موسى على موقع كرة السلة الأوروبية.كوم (الإنجليزية)
- داوود موسى على موقع ريلجم (الإنجليزية)
- داوود موسى على موقع بروبوليرز (الإنجليزية)